# Zoarchias glaber
Zoarchias glaber är en fiskart som beskrevs av Tanaka, 1908. Zoarchias glaber ingår i släktet Zoarchias och familjen taggryggade fiskar. Inga underarter finns listade i Catalogue of Life.